# Ilva Ligabue
Ilva Ligabue (Bagnolo in Piano, 23 maggio 1932 – Palermo, 17 agosto 1998) è stata un soprano italiano.

## Biografia
Studiò al Conservatorio di Milano e alla scuola di perfezionamento del Teatro alla Scala, debuttando nel 1953 alla Piccola Scala ne L'osteria portoghese di Cherubini, seguita da La serva padrona di Pergolesi.
Due anni dopo esordì alla Scala ne I quatro rusteghi di Wolf Ferrari, iniziando una brillante carriera nei principali teatri italiani, fra cui Venezia, Palermo, Opera di Roma e di nuovo alla Scala con Beatrice di Tenda nel 1961.
Nello stesso anno iniziò la carriera internazionale, che la vide debuttare a Chicago (Mefistofele), per apparire successivamente al Metropolitan e a Dallas. Apparve anche nelle principali sedi europee, come Vienna e Parigi, ai festival di Glyndebourne e Aix en Provence (Donna Elvira, Fiordiligi), a Buenos Aires. Nel 1965 inaugurò la stagione scaligera con La forza del destino.
Altri ruoli importanti furono Alice in Falstaff, Leonora ne Il trovatore, Desdemona in Otello, Amelia in Un ballo in maschera.
Abbandonò le scene sul finire degli anni settanta. Nel 2002, ricorrendo il 70º dalla nascita, il comune di Bagnolo in Piano, suo paese natale, le  intitolò il locale teatro Gonzaga.

## Repertorio
| Ruolo                             | Titolo                  | Autore       |
| --------------------------------- | ----------------------- | ------------ |
| Agnese del Maino                  | Beatrice di Tenda       | Bellini      |
| Margherita                        | Mefistofele             | Boito        |
| Asteria                           | Nerone                  | Boito        |
| Lodoïska                          | Lodoïska                | Cherubini    |
| Gabriella                         | L'osteria portoghese    | Cherubini    |
| Galatea                           | Pimmalione              | Cherubini    |
| Livia                             | L'italiana in Londra    | Cimarosa     |
| Seconda venditrice                | La vita breve           | de Falla     |
| Lesbina                           | Il filosofo di campagna | Galuppi      |
| Maddalena di Coigny               | Andrea Chénier          | Giordano     |
| Euridice                          | Orfeo ed Euridice       | Gluck        |
| La Lamentatrice                   | Giuditta                | Honegger     |
| Santuzza                          | Cavalleria rusticana    | Mascagni     |
| Suzel                             | L'amico Fritz           | Mascagni     |
| Sofia                             | Werther                 | Massenet     |
| Venere                            | Ascanio in Alba         | Mozart       |
| Contessa d'Almaviva               | Le nozze di Figaro      | Mozart       |
| Donna Elvira                      | Don Giovanni            | Mozart       |
| Fiordiligi                        | Così fan tutte          | Mozart       |
| Serpina                           | La serva padrona        | Pergolesi    |
| Manon Lescaut                     | Manon Lescaut           | Puccini      |
| Mimì                              | La bohème               | Puccini      |
| Floria Tosca                      | Tosca                   | Puccini      |
| Cio-Cio-San Cugina di Cio-Cio-San | Madama Butterfly        | Puccini      |
| Suor Angelica                     | Suor Angelica           | Puccini      |
| Nella                             | Gianni Schicchi         | Puccini      |
| Liù                               | Turandot                | Puccini      |
| Matilde d'Asburgo                 | Guglielmo Tell          | Rossini      |
| Il Soprano                        | Pulcinella              | Stravinskij  |
| Elvira                            | Ernani                  | Verdi        |
| Amalia                            | I masnadieri            | Verdi        |
| Leonora                           | Il trovatore            | Verdi        |
| Amelia Grimaldi                   | Simon Boccanegra        | Verdi        |
| Amelia                            | Un ballo in maschera    | Verdi        |
| Donna Leonora di Vargas           | La forza del destino    | Verdi        |
| Elisabetta di Valois              | Don Carlo               | Verdi        |
| Aida                              | Aida                    | Verdi        |
| Desdemona                         | Otello                  | Verdi        |
| Mrs Alice Ford Nannetta Ford      | Falstaff                | Verdi        |
| Fatima                            | Abu Hassan              | Weber        |
| Marina Siora Felice               | I quatro rusteghi       | Wolf-Ferrari |
| Rosaura                           | La vedova scaltra       | Wolf-Ferrari |
| Francesca da Polenta              | Francesca da Rimini     | Zandonai     |

## Discografia

### Incisioni in studio
- Falstaff, con Geraint Evans, Giulietta Simionato, Robert Merrill, Rosalind Elias, Mirella Freni, Alfredo Kraus, dir. Georg Solti - RCA 1963
- Falstaff, con Dietrich Fischer-Dieskau, Regina Resnik, Rolando Panerai, Graziella Sciutti, Juan Oncina, dir. Leonard Bernstein - Columbia/CBS 1966

### Registrazioni dal vivo
- I quatro rusteghi, con Nicola Rossi-Lemeni, Cloe Elmo, Rosanna Carteri, Cesare Valletti, Silvio Maionica, dir. Antonino Votto - La Scala 1954 ed. Cetra
- Pimmalione, con  Umberto Borghi, Gabriella Carturan, Mariella Adani, dir. Ennio Gerelli - RAI Milano 1955 ed. Classical Moments
- Francesca da Rimini, con Mirto Picchi, Aldo Protti, Piero De Palma, dir. Nino Sanzogno - RAI-Roma 1958 ed. Lyric Distribution
- Don Giovanni (DVD), con Mario Petri, Sesto Bruscantini, Orietta Moscucci, Luigi Alva, Graziella Sciutti, dir. Nino Sanzogno - Napoli 1958 ed. House of Opera
- Il trovatore, con Franco Corelli, Mario Zanasi, Adriana Lazzarini, Salvatore Catania, dir. Arturo Basile - Parma 1961 ed. House of Opera/Myto (selez.)
- Otello, con Mario Del Monaco, Ramón Vinay, dir. Nicola Rescigno - Dallas 1962 ed. Melodram/Living Stage
- Otello, con Mario Del Monaco, Tito Gobbi, dir. Nino Sanzogno - Palermo 1962 ed. House of Opera/Golden Melodram
- Il trovatore, con Franco Corelli, Mario Zanasi, Grace Bumbry, Ivo Vinco, dir. Bruno Bartoletti - Chicago 1964 ed. Première Opera
- La forza del destino, con Carlo Bergonzi, Piero Cappuccilli, Nicolai Ghiaurov, dir. Gianandrea Gavazzeni - La Scala 1965 ed. Lyric Distribution
- Falstaff, con Tito Gobbi, Fedora Barbieri, Walter Alberti, Lydia Marimpietri, Agostino Lazzari, dir. Mario Rossi - RAI-Torino 1966 ed. Myto
- Manon Lescaut, con Gastone Limarilli, Mario Basiola, dir. Antonino Votto - Palermo 1968 ed. Opera Lovers
- La forza del destino, con Carlo Bergonzi, Piero Cappuccilli, Agostino Ferrin, dir. Fernando Previtali - RAI-Torino 1971 ed. Bongiovanni
- I masnadieri, con Boris Christoff, Gianni Raimondi, Renato Bruson, dir. Gianandrea Gavazzeni - Roma 1972 ed. Bongiovanni/Opera D'Oro
- Ernani, con Franco Corelli, Piero Cappuccilli, Ruggero Raimondi, dir. Oliviero De Fabritiis - Verona 1972 ed. Bongiovanni/Myto
- Andrea Chénier, con Jon Vickers, Silvano Carroli, dir. Nicola Rescigno - Dallas 1973 ed. Lyric Distribution
- Nerone, con Bruno Prevedi, Agostino Ferrin, Alessandro Cassis, Antonio Zerbini, dir. Gianandrea Gavazzeni - RAI-Torino 1975 ed. Bongiovanni/Living Stage